# محمد صفوت الزيات
العميد محمد صفوت الزيات (27 فبراير 1946 - 5 نوفمبر 2023)، هو باحث عسكري وضابط سابق في الجيش المصري. من مواليد العاصمة القاهرة في 27 فبراير 1946، وتخرج في الكلية الفنية العسكرية عام 1968م، ليشارك في حرب الاستنزاف ضد إسرائيل، وفي حرب تحرير سيناء عام 1973م. شارك في برامج حوارية تحليلية تتناول الشؤون العسكرية والنزاعات على قناة الجزيرة. كتب الزيات مقالات في الشؤون العسكرية والاستراتيجية.
اشتهر صيته الإعلامي بعد حربي حرب لبنان 2006 والحرب على غزة (2008–2009) حيث حلَّل العمليات العسكرية في كل من المواجهتين من خلال رؤية عسكرية موضوعية لكل من أطراف النزاع، كما حلَّل المعارك التي جرت في ليبيا وسوريا أثناء الربيع العربي.

## وفاته
توفي ليل الأحد 5 نوفمبر 2023، عن عمر ناهز 77 عاماً.